# Jorge Dias Cabral
Jorge Dias Cabral foi um militar português.

## Família
Filho de Diogo Fernandes Cabral e de sua mulher Maria de Macedo.

## Biogragia
Serviu o Imperador Carlos V do Sacro Império Romano-Germânico nas Guerras de Nápoles, na companhia do Gran Capitán Gonzalo Fernández de Córdoba, que, pela sua muita valentia, o escolheu para, com mais dez Espanhóis, entrar em combate com igual número de Franceses. Pelos atos de valor que praticou deu-lhe o Imperador Novas Armas, que D. João III de Portugal lhe confirmou a 22 de Julho de 1530, que competem aos seus descendentes, e que são: de vermelho, com quatro lanças de ouro, hasteadas do mesmo, alinhadas em faixa e acompanhadas em chefe por um estoque de prata, guarnecido de ouro e prata em faixa, bordadura cosida de verde, carregada de quatro manoplas e coxotes de prata cruzados e acantonados e de quatro adagas de prata, guarnecidas de negro, postas no alto, no baixo e nos flancos; timbre: pescoço e cabeça de cavalo de prata, enfreado de vermelho, com quatro feridas do mesmo e a boca gotejante de sangue.